# Zespół Coffina-Lowry’ego
Zespół Coffina-Lowry’ego (ang. Coffin-Lowry syndrome, CLS) – genetycznie uwarunkowany zespół wad wrodzonych, objawiający się opóźnieniem umysłowym, zaburzeniami rozwoju, charakterystyczną dysmorfią twarzy i anomaliami budowy kośćca.

## Etiologia
Zespół Coffina-Lowry’ego spowodowany jest mutacją w genie RSK2 (RPS6KA3) w locus Xp22.2-p22.1 kodującym białko sygnalizacyjne RPS6KA3. Mutacji nie stwierdza się u wszystkich chorych z CLS – w tych przypadkach etiologia jest nieznana. CLS jest chorobą związaną z chromosomem X w sposób dominujący.
Chorują także kobiety, jednak objawy choroby są u nich słabiej wyrażone.

## Objawy kliniczne
Do charakterystycznych cech zespołu Coffina-Lowry’ego należą:
- cechy dysmorficzne twarzy:
  - hiperteloryzm oczny
  - wydatne czoło
  - duże uszy
  - hipoplastyczna szczęka
  - szeroki nos
  - szerokie usta (makrostomia)
  - wysunięty język (glossoptosis)
  - duże, wywinięte usta (eclabion)
  - niezwykle szerokie brwi
- wady uzębienia (małe, hipoplastyczne zęby; nieregularne uzębienie)
- gruba, wiotka skóra, obrzęki palców, małe płytki paznokciowe
- wady układu kostno-stawowego:
  - opóźniony wiek kostny
  - niski wzrost
  - kifoskolioza
  - kurza klatka piersiowa (pectus carinatum)
  - skrócone palce
- zaburzenia rozwoju psychoruchowego:
  - zaburzenia emocjonalne (agresywne zachowanie, zaburzenia lękowe)
  - opóźnienie umysłowe
  - nadwrażliwość na ból
  - zaburzenia mowy (perseweracje, echolalia).